# Mdina

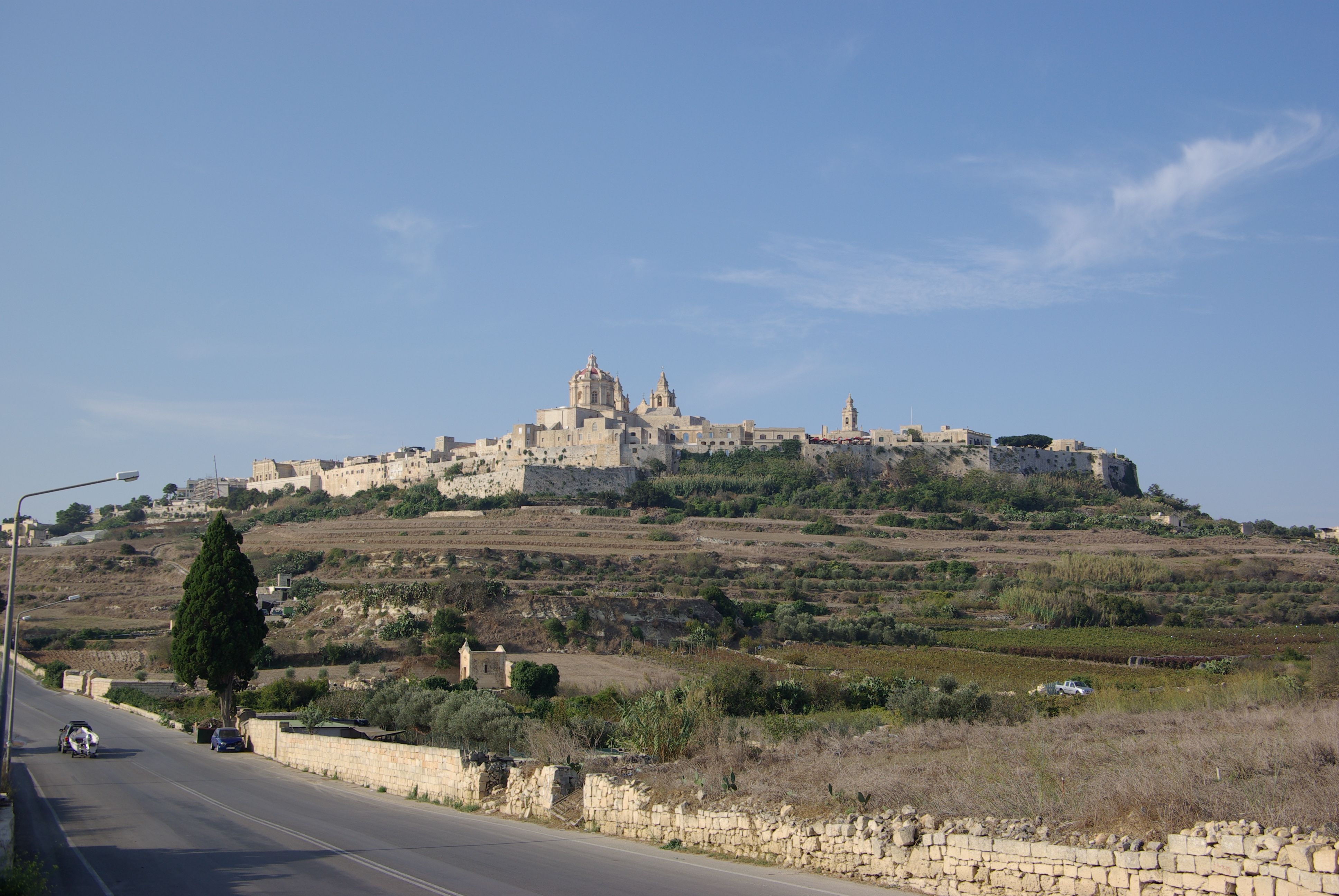
Thành Mdina nhìn từ xa

Mdina (tiếng Malta: L-Imdina [lɪmˈdɪnɐ]; tiếng Phoenicia: 𐤌𐤋𐤉𐤈𐤄, Melitta, tiếng Hy Lạp cổ đại: Melitte, Μελίττη, tiếng Ả Rập: لمدينة, Madinah), còn được biết đến với các tên Città Vecchia và Città Notabile, là một thành phố tường thành bao quanh nằm tại vùng Bắc của Malta, từng đóng vai trò là thủ phủ của đảo Malta cho tới thời trung cổ. Thành phố nằm gọn trong tường thành, và có tổng dân số chưa tới 300, nhưng lại tiếp giáp với Rabat, một đô thị với dân số hơn 11.000 người (tính đến tháng 3 năm 2014).
Thành phố được lập nên dưới tên Maleth vào khoảng thế kỷ 8 TCN bởi người Phoenicia, và sau đó được đặt tên Melite bởi người La Mã. Melite cổ lớn hơn Mdina bây giờ, và dần thu nhỏ lại đến kích thước hiện nay trong thời kỳ chiếm đóng bởi Byzantine và người Ả Rập. Sau đó, thành phố tên đổi thành Mdina, xuất phát từ medina trong tiếng Ả Rập. Thành phố là thủ phủ Malta cho tới thời Trung Cổ, cho với khi Dòng Toàn quyền Thánh Gioan đến đảo năm 1530, từ đó Birgu trở thành trung tâm hành chính của Malta.
Mdina tiếp tục là trung tâm của giới quý tộc và chức sắc tôn giáo Malta, nhưng không bao giờ hồi phục được tầm quan trọng như thời kỳ tiền 1530 nữa, khiến nó được biết đến với biệt danh "thành phố lặng im". Mdina nay là một trong những điểm thu hút khách du lịch chính của Malta.